# Orta Nova
Orta Nova är en ort och kommun i provinsen Foggia i regionen Apulien i Italien. Kommunen hade 17 675 invånare (2017).